# Vladimir Malakhov (joueur d'échecs)
Pour les articles homonymes, voir Vladimir Malakhov.
Vladimir Naïlievitch Malakhov (en russe : Владимир Наильевич Малахов) est un grand maître international russe d'échecs né le 27 novembre 1980.

## Carrière

### Tournois individuels

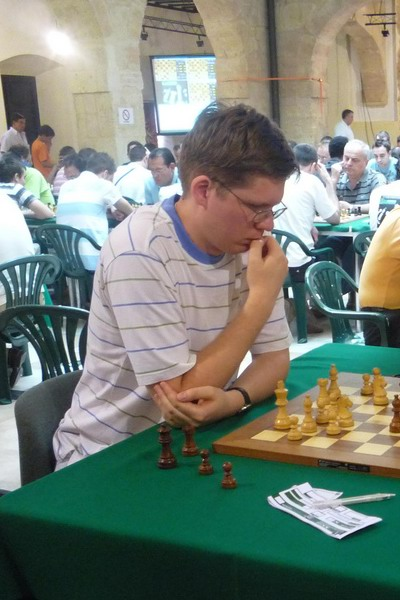
Vladimir Malakhov à Villarrobledo en 2008

Malakhov est devenu champion du monde des moins de 14 ans en 1993.
En 2006, il partage la première place du tournoi d'échecs de Sarajevo avec Magnus Carlsen et Liviu-Dieter Nisipeanu. Il finit premier ex æquo de la coupe Politiken à Elseneur au Danemark en 2007 et 2008. En 2008, il finit deuxième du tournoi d'échecs de Pampelune.
Au 1er janvier 2011, il est le 32e joueur mondial, avec un classement Elo de 2 714 points.

### Vice champion d'Europe individuel (2003 et 2009)
Malakhov remporta la médaille d'argent lors du championnats d'Europe individuels de 2003 à Istanbul et de 2009 à Budva au Monténégro.
En 2012, il termine deuxième ex æquo et troisième au départage du championnat d'Europe d'échecs individuel à Plovdiv.

### Champion du monde par équipe (2010)
Lors du championnat du monde d'échecs par équipes 2010, Malakhov remporta la médaille d'or par équipe et la médaille d'or individuelle à l'échiquier de réserve. La même année, il remporta la médaille d'argent par équipe lors de l'Olympiade d'échecs de 2010 (il jouait à l'échiquier de réserve).
Malakhov participe régulièrement à la coupe d'Europe des clubs d'échecs depuis 2001 et a remporté deux médailles d'or par équipe : en 2001 avec l'équipe Nikel de Norilsk et en 2008 avec l'équipe OUral de l'oblast de Sverdlovsk (Iekaterinbourg) ainsi que quatre deuxièmes place par équipe (en 2002, 2007, 2010 et 2013) et quatre médailles de bronze par équipe.

### Demi-finaliste de la coupe du monde
Lors du tournoi préliminaire de la Coupe du monde d'échecs 2002, Malakhov bat Vassili Ivantchouk, un des meilleurs joueurs au monde. Au Championnat du monde de la Fédération internationale des échecs 2004 à Tripoli, Malakhov est battu au second tour par le Cubain Leinier Domínguez.
Lors de la Coupe du monde d'échecs 2005, Malakhov finit onzième et se qualifie automatiquement pour le tournoi des candidats du championnat du monde 2007 en mai-juin 2007. Il est battu dès le premier tour par Aleksandr Grichtchouk 3,5-1,5.
Lors de la Coupe du monde d'échecs 2009, Malakhov est battu en demi-finale par Ruslan Ponomariov.
| Année | Lieu                             | Résultat                                               | Ultime adversaire                                                           | Adversaires battus                                                                                   |
| ----- | -------------------------------- | ------------------------------------------------------ | --------------------------------------------------------------------------- | --- |
| 2000  | New Delhi (championnat du monde) | deuxième tour                                          | Alekseï Dreïev                                                              | Aloyzas Kveinys                                                                                      |
| 2002  | Hyderabad (coupe du monde)       | quart de finale                                        | Viswanathan Anand                                                           | |
| 2004  | Tripoli (championnat du monde)   | deuxième tour                                          | Leinier Domínguez                                                           | Kivanc Haznedaroglu                                                                                  |
| 2005  | Khanty-Mansiïsk (coupe du monde) | huitième de finaleonzième (après matchs de classement) | Mikhaïl Gourevitch (huitième de finale)Magnus Carlsen (match de classement) | Wang Hao, Predrag Nikolić Ivan Sokolov, Alekseï Dreïev Francisco Vallejo Pons (matchs de classement) |
| 2007  | Khanty-Mansiïsk (coupe du monde) | troisième tour                                         | Vladimir Akopian                                                            | Xu Yuhua, Sergueï Volkov                                                                             |
| 2009  | Khanty-Mansiïsk (coupe du monde) | demi-finaliste                                         | Ruslan Ponomariov                                                           | Bassem Amin, Ilya Smirin Pavel Eljanov, Wesley So Peter Svidler                                      |
| 2011  | Khanty-Mansiïsk (coupe du monde) | premier tour                                           | Rubén Felgaer                                                               | |
| 2013  | Tromsø                           | troisième tour                                         | Fabiano Caruana                                                             | Eric Hansen, Laurent Fressinet                                                                       |
| 2021  | Sotchi                           | troisième tour                                         | Daniil Doubov                                                               | Daniele Vocaturo                                                                                     |